# Frances Newton
Frances Elaine Newton (12 april 1965 - 14 september 2005) was een Amerikaanse vrouw die in Texas geëxecuteerd werd voor de moord op haar ex-man en twee kinderen. De executie kreeg veel (internationale) aandacht, omdat Newton de eerste zwarte vrouw was die in Texas geëxecuteerd werd sinds 5 maart 1858, toen een slavin met de naam Lucy werd opgehangen voor moord en omdat er twijfel rees over haar schuld.

## De moord
Ten tijde van de moord, was Frances Newton een maand gescheiden van haar man Adian (23) en had ze een nieuwe relatie. Samen met haar ex-man had ze twee kinderen, een zoon Alton (7) en een dochter Farrah (21 maanden).
De drie slachtoffers waren van dichtbij neergeschoten met een .25 kaliber pistool. Newton gaf later toe een .25 pistool (dat eigendom was van haar nieuwe vriend) meegenomen te hebben naar het appartement van Adian en de kinderen, maar dat ze dit gedaan had omdat ze zich bedreigd voelde. Volgens Newton leefden haar ex-man en twee kinderen nog toen zij hun woning verliet, en werden ze later vermoord door een Colombiaanse drugsdealer.
Toen de politie aankwam in het appartement van Adian Newton, troffen zij daar Frances Newton, een nicht van haar en de drie lichamen aan. De nicht van Frances Newton verklaarde later dat Newton ergens anders een tas had achtergelaten voordat zij samen naar het appartement waren gegaan waar ze de drie dode lichamen aantroffen. De tas werd later door de politie aangetroffen en bevatte het pistool van Frances Newtons vriend en kleding.
Kort voor de scheiding en enkele weken voor de moord had Frances Newton een levensverzekering gesloten op haar leven, dat van haar (toen nog) man en haar kinderen. Hierbij had ze, zoals ze later toegaf, de handtekening van haar man vervalst omdat ze ervan uitging dat hij niet zou tekenen. Deze levensverzekering werd door de openbaar aanklager als het motief van de moord gezien. Op 21 april 1987 inde Frances Newton het geld van de levensverzekeringen. Een dag later werd ze door de politie gearresteerd en aangeklaagd voor moord met voorbedachten rade.

## Twijfel aan Frances' schuld
Naast bovengenoemde aanwijzingen dat Newton haar ex-man en kinderen zou hebben vermoord, zijn er ook gegevens die wijzen op haar onschuld. Zelf heeft Frances Newton haar onschuld van begin tot einde volgehouden.
Er zijn aanwijzingen dat er een tweede pistool was waarmee de moorden konden zijn gepleegd; maar de politie zou die aanwijzingen hebben laten verdwijnen. Tijdens het proces in 1988 werden ze niet naar voren gebracht. Tegen een Nederlandse verslaggever zei de openbare aanklager in 2004 dat er een tweede pistool was geweest. Maar later nam ze deze uitspraak weer terug.
Tijdens het proces werd aangedragen dat ballistisch onderzoek had uitgewezen dat de drie slachtoffers met het pistool van Newtons vriend waren omgebracht. In 2003 werd ontdekt dat het lab waar het bewijsmateriaal (Newtons kleding en het pistool) was onderzocht met slecht opgeleid personeel werkte en verouderde onderzoeksmethodes hanteerde.
De verdediging van Frances Newton was voor en tijdens het proces bijzonder zwak. Newtons pro-Deoadvocaat Ron Mock werd later uit zijn ambt gezet. Voor velen staat vast dat Frances met een betere advocaat niet ter dood was veroordeeld.
Het nitriet dat op de kleren van Newton werd aangetroffen, dat volgens de openbaar aanklager een indicatie was dat zij met een vuurwapen had geschoten, zou ook afkomstig kunnen zijn van kunstmest. Een getuige verklaarde later dat Frances Newton op de dag van de moord op een boerderij was geweest. Dit verhaal werd in de rechtszaal niet gepresenteerd. Toen het later toch door de verdediging werd ingebracht, bleek dat de kleding niet opnieuw kon worden onderzocht, omdat het nitriet verloren was gegaan bij het onderzoek. Een van de juryleden verklaarde later, dat als bekend was geweest dat het nitriet ook afkomstig had kunnen zijn van kunstmest, zij mogelijk voor de onschuld van Newton zou hebben gestemd.
Kort voor haar executie verklaarden drie van de vijf nog levende en opgespoorde juryleden die Newton in 1988 ter dood hadden veroordeeld, dat ze haar hadden vrijgesproken als ze bekend waren geweest met alle nieuwe informatie.

## Executie
Frances Newton zou oorspronkelijk op 1 december 2004 worden geëxecuteerd. Maar twee uur voor de geplande executie werd er 120 dagen uitstel verleend door de gouverneur van Texas, Rick Perry. Op 24 augustus 2005 werd een volgend uitstel van executie verworpen door het Texas Court of Criminal Appeals, die op 9 september weer tegen uitstel besliste. Het Texas Board of Pardons and Paroles verwierp op 12 september met 7-0 een motie om de straf van Newton om te zetten in levenslange gevangenisstraf. Op dezelfde dag werden verzoeken om uitstel verworpen door United States Court of Appeals for the Fifth Circuit en gouverneur Perry. Op 13 september werden de laatste twee verzoeken tot uitstel verworpen door het Amerikaanse Hooggerechtshof.
De executie van Frances Newton vond plaats op 14 september om 18:00 uur lokale tijd in de gevangenis van Huntsville. Bij de executie waren onder meer haar ouders aanwezig. Frances Newton was de derde vrouw die in Texas werd geëxecuteerd na de herinvoering van doodstraf, na Karla Faye Tucker en Betty Lou Beets. Frances Newton had geen laatste maaltijd genomen en zei geen laatste woorden.
Buiten de gevangenis werd door ruim 30 tegenstanders van de doodstraf gedemonstreerd tegen haar executie.